# Jay Hayden
Jay Hayden (* 20. února 1987 Northfield, Vermont) je americký herec. Proslavil se díky seriálům stanice ABC The Catch (2016–2017) a Station 19 (od roku 2018).

## Kariéra
První větší role přišla v roce 2011 s hororovým filmem State of Emergency. V roce 2012 si zahrál v Hulu seriálu Battleground. Během let 2016–2017 hrál hlavní roli v seriálu stanice ABC The Catch. Seriál byl však zrušen po dvou řadách. Následovaly menší role v seriálech Den za dnem, Crazy Ex-Girlfriend a Tým SEAL. Od roku 2018 hraje jednu z hlavních rolí v seriálu stanice ABC Station 19.

## Filmografie

### Film
| Rok  | Název                                | Role           | Poznámky            |
| ---- | ------------------------------------ | -------------- | ------------------- |
| 2008 | Spring Break Massacre                | Rob            |                     |
| 2008 | The Agent                            | Paul Goodman   | krátkometrážní film |
| 2008 | Domácí mazlíček                      | Kip            |                     |
| 2009 | New Hope Manor                       | Marty          |                     |
| 2011 | Sweet Illusions                      | Max            | krátkometrážní film |
| 2011 | A Warrior's Heart                    | J.P. Jones     |                     |
| 2011 | State of Emergency                   | Jim            |                     |
| 2012 | Relativity                           | Carl           |                     |
| 2015 | Testing                              | Eddie          | krátkometrážní film |
| 2016 | It's Us                              | Nelson         |                     |
| 2016 | Blake Chandler: Psychic Investigator | Blake Chandler | krátkometrážní film |
| 2016 | Monolith                             | Roy Lacombe    |                     |
| 2016 | Undrafted                            | Vinnie         |                     |
| 2016 | Wild Oats                            | Chip           |                     |
| 2017 | Playing It Straight                  | Kevin          | krátkometrážní film |
| 2018 | 001LithiumX                          | State Clerk    |                     |

### Televize
| Rok       | Název                      | Role              | Poznámky                  |
| --------- | -------------------------- | ----------------- | ------------------------- |
| 2007      | Jak jsem poznal vaši matku | hráč kulečníku    | díl: „Nahrané finále“     |
| 2008      | Sladký život na palubě     | Ted               | díl: „Broke N Yo-Yo“      |
| 2012      | Battleground               | Chris 'Tak' Davis | hlavní role, 13 dílů      |
| 2012      | Slunečno, místo vraždy     | Jay Nelson        | díl: „Poseidon Adventure“ |
| 2012–2013 | Myšlenky zločince          | Bobby Putnam      | 2 díly                    |
| 2014      | Mixology                   | Dr. Eli Gold      | díl: „Bruce & Maya“       |
| 2015      | Stalker                    | Clay Adams        | díl: „Love Hurts“         |
| 2016–2017 | The Catch                  | Danny Yoon        | hlavní role, 20 dílů      |
| 2017      | Den za dnem                | Ben               | 2 díly                    |
| 2017      | Tým SEAL                   | Brian             | 4 díly                    |
| 2017–2018 | Crazy Ex-Girlfriend        | Dr. Daniel Shin   | 4 díly                    |
| 2018–2024 | Station 19                 | Travis Montgomery | hlavní role               |